# Чанкылькы (приток Худосея)
Чанкылькы (устар. Чангыль-Кы) — река в России, протекает по территории Красноярского края. Устье реки находится в 304 км по правому берегу реки Худосей. Длина реки составляет 45 км.

## Притоки
- В 12 км по левому берегу впадает река Чистая.
- В 14 км по правому берегу впадает река Каменистая.
- В 25 км по левому берегу впадает река Тихий.

## Данные водного реестра
По данным государственного водного реестра России относится к Нижнеобскому бассейновому округу, водохозяйственный участок реки — Таз. Речной бассейн реки — Таз.
Код объекта в государственном водном реестре — 15050000112115300068872.